# Vought VE-10 Batboat
Il Lewis & Vought VE-10 Batboat  era un idrovolante da ricognizione, addestramento e trasporto commerciale, sviluppato dall'azienda statunitense Lewis & Vought negli anni venti per l'US Navy ed il mercato civile.

## Storia del progetto
Nell'aprile 1917 gli Stati Uniti dichiararono guerra alla Germania. La società Lewis & Vought Corporation di Long Island, New York, fu costituita il 18 luglio 1917 da Birdseye B. Lewis e Chaucey Milton Vought ad Astoria, New York. In quello stesso mese il Congresso americano stanziò la somma di 640 milioni di dollari destinati all'acquisto di velivoli militari. 
Dopo il fallimento del progetto relativo al caccia VE-8, l'ufficio tecnico della Lewis & Vought lavorò su versioni modificate dell'addestratore VE-7, elaborando nel contempo il disegno di un nuovo idrovolante da osservazione ed addestramento a scafo centrale, designato VE-10 Batboat. L'aereo era equipaggianto con un motore in linea Curtiss OX-5 erogante 90 hp, e dotato di sufficiente carburante per garantire il trasporto di tre persone a 130 km/h al livello del mare, con un'autonomia di volo pari a 2 ore e mezza. Tali prestazioni, vista la bassa potenza del propulsore, furono considerate eccezionali nei circoli aviatori del tempo.

## Tecnica
Il Lewis & Vought VE-10 era un idrovolante a scafo centrale di impostazione classica, dotato di configurazione alare di tipo biplano-sesquiplana, con l'ala superiore, di maggiori dimensioni, montata alta a parasole, collegata allo scafo tramite una struttura che fungeva anche da supporto al motore, e l'inferiore montata alta sullo scafo, quest'ultima caratterizzata da un sensibile angolo diedro positivo e che integrava nella parte inferiore delle semiali i galleggianti equilibratori.
Le due ali, realizzate in legno, erano collegate tra loro da una serie di montanti disposti a W, ed integrati da tiranti in cavetto d'acciaio. Lo scafo, realizzato in legno, presentava un abitacolo aperto a tre posti. L'impennaggio di coda cruciforme, realizzato in legno ricoperto di compensato, era collegato alle ali ed alla fusoliera tramite una struttura tubolare.
La propulsione era affidata ad un motore Curtiss OX-5, un 8 cilindri a V raffreddato ad acqua collocato centralmente sotto l'ala superiore in configurazione spingente ed abbinato ad un'elica bipala a passo fisso. Il motore erogava la potenza di 90 hp al livello del mare.

## Impiego operativo
Il prototipo del velivolo andò in volo per la prima volta verso nell'estate del 1919, e la direzione tecnica della Lewis & Vought cercò subito di suscitare l'interesse dell'US Navy. L'aereo venne sottoposto ad alcuni collaudi in volo non ufficiali da parte del personale della marina statunitense, e comparato con i prototipi Aeromarine 40F e Curtiss MF. Il velivolo non ottenne alcun ordine di produzione, in quanto l'US Navy non lo giudicò idoneo all'impiego operativo a causa delle scarse prestazioni. L'aereo venne vanamente offerto sul mercato civile senza, tuttavia, ottenere alcun ordine di costruzione. La sorte finale del prototipo è sconosciuta.

## Utilizzatori
Stati Uniti
- United States Navy